# Públio Cornélio Lêntulo (cônsul em 27)
Públio Cornélio Lêntulo (em latim: Publius Cornelius Lentulus) foi um político romano da gente Cornélia nomeado cônsul sufecto em 27 com Caio Salústio Crispo Passieno. Era o filho mais novo de Públio Cornélio Lêntulo Cipião, cônsul em 2, mas esta atribuição não é consensual, especialmente por que, ao contrário de seu irmão, Públio Cornélio Lêntulo Cipião, ele preferiu não usar o agnome "Cipião". Para suportar essa tese, teria que ter nascido "Lúcio" e, por algum motivo desconhecido, alterado seu nome para "Públio" mais tarde. 